# Balistrad
Balistrad ist eine haitianische Online-Zeitung, die seit 2018 von Fincy Pierre erstellt wird. Balistrad wird auf Französisch und Haitianisch-Kreolisch veröffentlicht.
Balistrad besteht aus zwei Hauptbereichen: „Le Journal“, das von professionellen Journalisten betrieben wird, und „Le Blog“, einem offenen kollaborativen Forum für haitianische Blogger, die ihre Meinungen und Forderungen kundtun wollen.

## Geschichte
Die Online-Zeitung Balistrad, deren Name wörtlich „Balustrade“ bedeutet, wurde am 11. Februar 2018 in den sozialen Medien lanciert, Gründer der Balistrad Group ist Fincy Pierre.
Balistrad ist eine der 167 internationalen Quellen für die Presseschau „Agora francophone“.
Balistrad erschien erstmals am 9. März 2018.